# Pongamiopsis
Pongamiopsis R. Vig. – rodzaj roślin z rodziny bobowatych (Fabaceae). Według The Plant List obejmuje 3 gatunki. 

## Systematyka
Pozycja według APweb (aktualizowany system APG III z 2009)
Jeden z rodzajów plemienia Millettieae z podrodziny bobowatych właściwych (Faboideae) z rodziny bobowatych (Fabaceae) należącej do rzędu bobowców (Fabales) reprezentującego dwuliścienne właściwe.
Wykaz gatunków
| - Pongamiopsis amygdalina (Baill.) R.Vig. - Pongamiopsis pervilleana (Baill.) R.Vig. - Pongamiopsis viguieri Du Puy & Labat |